# Französische Badmintonmeisterschaft 1967
Die Französische Badmintonmeisterschaft 1967 fand in Paris statt. Es war die 18. Austragung der nationalen Titelkämpfe im Badminton in Frankreich.

## Titelträger
| Disziplin    | Sieger                           |
| ------------ | -------------------------------- |
| Herreneinzel | Christian Badou                  |
| Dameneinzel  | Mireille Laurent                 |
| Herrendoppel | Gérard Vallet Yves Corbel        |
| Damendoppel  | Viviane Beaugin Martine Villermé |
| Mixed        | Christian Badou Viviane Beaugin  |